# Armed Forces Revolutionary Council (Ghana)
Armed Forces Revolutionary Council (dt. Revolutionsrat der Streitkräfte) war eine Militärjunta unter Jerry Rawlings im westafrikanischen Staat Ghana.
Die Machtergreifung erfolgte durch einen Militärputsch am 4. Juni 1979 (erneut nach missglücktem Versuch am 15. Mai 1979). Es wurde von heftigen Kämpfen berichtet, bei denen angeblich (unbestätigt) der bisherige Oberbefehlshaber der Armee, Generalmajor Odartey-Wellington, getötet wurde. Die Putschisten, eine Gruppe Junior-Offiziere unter der Führung des Fliegerleutnants Jerry John Rawlings, konnten jedoch die Oberhand gewinnen. Noch am gleichen Tag wurde über eine Radioansprache der bisherige Oberste Militärrat (Supreme Military Council) unter Fred Akuffo für abgesetzt erklärt und durch den Revolutionsrat der Streitkräfte (Armed Forces Revolutionary Council) (AFRC) ersetzt. Der AFRC erklärte, er habe keinerlei kommunistische Ambitionen und es werde zu keinen Änderungen in der bisherigen Außenpolitik kommen. Nach einem Zusammentreffen des AFRC mit den Führern der politischen Parteien und ihren Präsidentschaftskandidaten wurden für den 18. Juni Präsidentschaftswahlen in Ghana 1979 beschlossen.
Hilla Limann ging aus den Wahlen als Sieger hervor und bildete die Limann-Regierung, bis er durch einen erneuten Militärputsch unter Jerry Rawlings abgesetzt wurde.

## Revolutionsrat der Streitkräfte
Dem Revolutionsrat der Streitkräfte (Armed Forces Revolutionary Council (AFRC)) gehörten 14 Militärpersonen verschiedener Rangstufen an. 

Vorsitz: 

(Flight Lieutenant) Jerry Rawlings (Chairman of the AFRC) (4. Juni 1979–24. September 1979) 

Weitere AFRC-Mitglieder: 

(Captain) Boakye Djan; (Major) Mensah-Poku; (Major) Mensah Gbedemah; (Warrant Officer) Obeng; (Private) Owusu Adu; (Leading Aircraftman) Gatsiko; (Corporal) Owusu Boateng; (Staff Sergeant) Alex Adjei; (Lieutenant-Commander) H. C. Apaloo; (Lance-Corporal) Ansah Atiemo; (Lance-Corporal) Peter Tasiri; (Lance-Corporal) Sarkodee-Addo; (Corporal) Sheikh Tetteh

## Staatskommissare
Die Staatskommissare (Commissioners of State) wurden vom AFRC am 12. Juni 1979 ernannt.

| Regierung Ghanas Juni 1979 – September 1979                                    | Regierung Ghanas Juni 1979 – September 1979                        | Regierung Ghanas Juni 1979 – September 1979 |
| Stellung                                                                       | offizielle Amtsbezeichnung                                         | Amtsinhaber                                 |
| Staatskommissare (Commissioners of State)                                      | Staatskommissare (Commissioners of State)                          | Staatskommissare (Commissioners of State)   |
| ------------------------------------------------------------------------------ | ------------------------------------------------------------------ | ------------------------------------------- |
| Kommissarin für äußere Angelegenheiten                                         | Commissioner for Foreign Affairs                                   | Gloria Amon Nikoi                           |
| Generalstaatsanwalt und Kommissar für innere Angelegenheiten und Justiz        | Commissioner for Justice and Internal Affairs and Attorney-General | A. N. E. Amissah                            |
| Kommissar für wirtschaftliche Planung, Finanzen, Handel und Tourismus          | Commissioner for Economic Planning, Finance, Trade and Tourism     | Dr. J. L. S. Abbey                          |
| Kommissar für Landnutzung, natürliche Ressourcen, Mineralöl und Energie        | Commissioner for Lands, Natural Ressourcen, Fuel and Power         | George Benneh                               |
| Kommissar für Arbeit, soziale Wohlfahrt und Industrie                          | Commissioner for Labour, Social Welfare and Industry               | Anthony Woode                               |
| Kommissar für Transport, Kommunikation, öffentliche Arbeiten und Wohnungswesen | Commissioner for Transport, Kommunikation, Works and Housing       | George Harley                               |
| Kommissar für Landwirtschaft                                                   | Commissioner for Agriculture                                       | Abayifa Yarbo                               |
| Kommissar für Information und Kakao-Angelegenheiten                            | Commissioner for Information and Cocoa Affairs                     | D. Kwame Afreh                              |
| Kommissar für Verbraucherangelegenheiten und Kooperativen                      | Commissioner for Consumer Affairs and Co-operatives                | Nii Anjetei Kwakwranya                      |
| Kommissar für Sport und lokale Verwaltung                                      | Commissioner for Sports and Local Government                       | Kofi Badu                                   |
| Kommissar für Bildung, Kultur und Gesundheit                                   | Commissioner for Education, Culture and Health                     | E. Evans-Anfom                              |

Sowohl die AFRC-Mitglieder aus auch die Staatskommissare bekleideten ihr Amt bis zum Inkrafttreten der neuen Verfassung am 24. September 1979. Der Übergang zur zivilen Verwaltung fand jedoch nicht vor dem 1. Oktober 1979 statt, was wahrscheinlich zum Zwecke der „Haus-Säuberung“ und wegen Strafprozesse gegen frühere Regierungsmitglieder bewusst verzögert wurde. Vor allem ein Prozess gegen General Akuffo wurde in diesem Zusammenhang erwartet.

## Regionalkommissare
Nach dem Militärputsch am 4. Juni 1979 wurden die bisherigen Regionalkommissare aufgefordert, im Amt zu bleiben. Über etwaige personelle Wechsel auf den Posten der Regionalminister während der Zeit der AFRC-Regierung ist, soweit bisher bekannt, in der Presse nichts berichtet worden.
| Regionalkommissare Ghanas 4. Juni 1979 – 24. September 1979 | Regionalkommissare Ghanas 4. Juni 1979 – 24. September 1979 | Regionalkommissare Ghanas 4. Juni 1979 – 24. September 1979 |
| Region                                                      | Regionalkommissar (Regional Commissioner)                   |                                                             |
| ----------------------------------------------------------- | ----------------------------------------------------------- | ----------------------------------------------------------- |
| Ashanti Region                                              | (Colonel) R. K. Zumah                                       |                                                             |
| Brong Ahafo Region                                          | (Lieutenant-Commander) I. K. Awuku                          |                                                             |
| Central Region                                              | Dr. K. G. Erbynn                                            |                                                             |
| Eastern Region                                              | S. H. Annancy                                               |                                                             |
| Greater Accra Region                                        | E. R. K. Dwemoh                                             |                                                             |
| Northern Region                                             | (Lieutenant-Colonel) L. K. Kodjiku                          |                                                             |
| Upper Region                                                | (Major) M. Gyabaah                                          |                                                             |
| Volta Region                                                | (Lieutenant-Commander) G.K. Amevor                          |                                                             |
| Western Region                                              | J. S. I. Amelemah                                           |                                                             |